# Брільовка
Брільо́вка (каз. Брилевка) — село у складі району імені Габіта Мусрепова Північноказахстанської області Казахстану. Входить до складу Возвишенського сільського округу, раніше входило до складу Борівської сільської ради.
Населення — 24 особи (2021; 51 у 2009, 99 у 1999, 182 у 1989).
Національний склад станом на 1989 рік:
- росіяни — 44 %
- казахи — 26 %.